# Maglia azzurra

Il calciatore Giacinto Facchetti indossa la classica maglia azzurra

La maglia azzurra è l'uniforme adottata da quasi tutte le compagini sportive che rappresentano l'Italia in ambito internazionale.

## Storia
La prima disciplina sportiva ad adottare la maglia azzurra quale simbolo di appartenenza all'Italia fu il calcio. All'esordio della nazionale italiana di calcio, avvenuto nel 1910, fu utilizzata una divisa di colore bianco con polsini e collo inamidati e nastro tricolore appuntato sopra. Una leggenda vuole che, nel momento di decidere la prima tenuta di gioco, si fosse voluto far indossare alla selezione nazionale la maglia bianca in onore del club italiano più forte del momento, la Pro Vercelli; in realtà, le fonti storiche riportano che in vista dell'esordio assoluto della nazionale non si fosse ancora raggiunto l'accordo sulla divisa ufficiale, e dunque si decise di non colorarla, lasciandola di un colore neutro, il bianco.
La tenuta bianca è stata sostituita da quella azzurra il 6 gennaio 1911 quando, all'Arena Civica di Milano, fu disputato un incontro calcistico tra la nazionale italiana e quella ungherese, vinto poi per 1-0 da quest'ultima. La maglia bianca non venne accantonata completamente, ma rimase come seconda divisa.

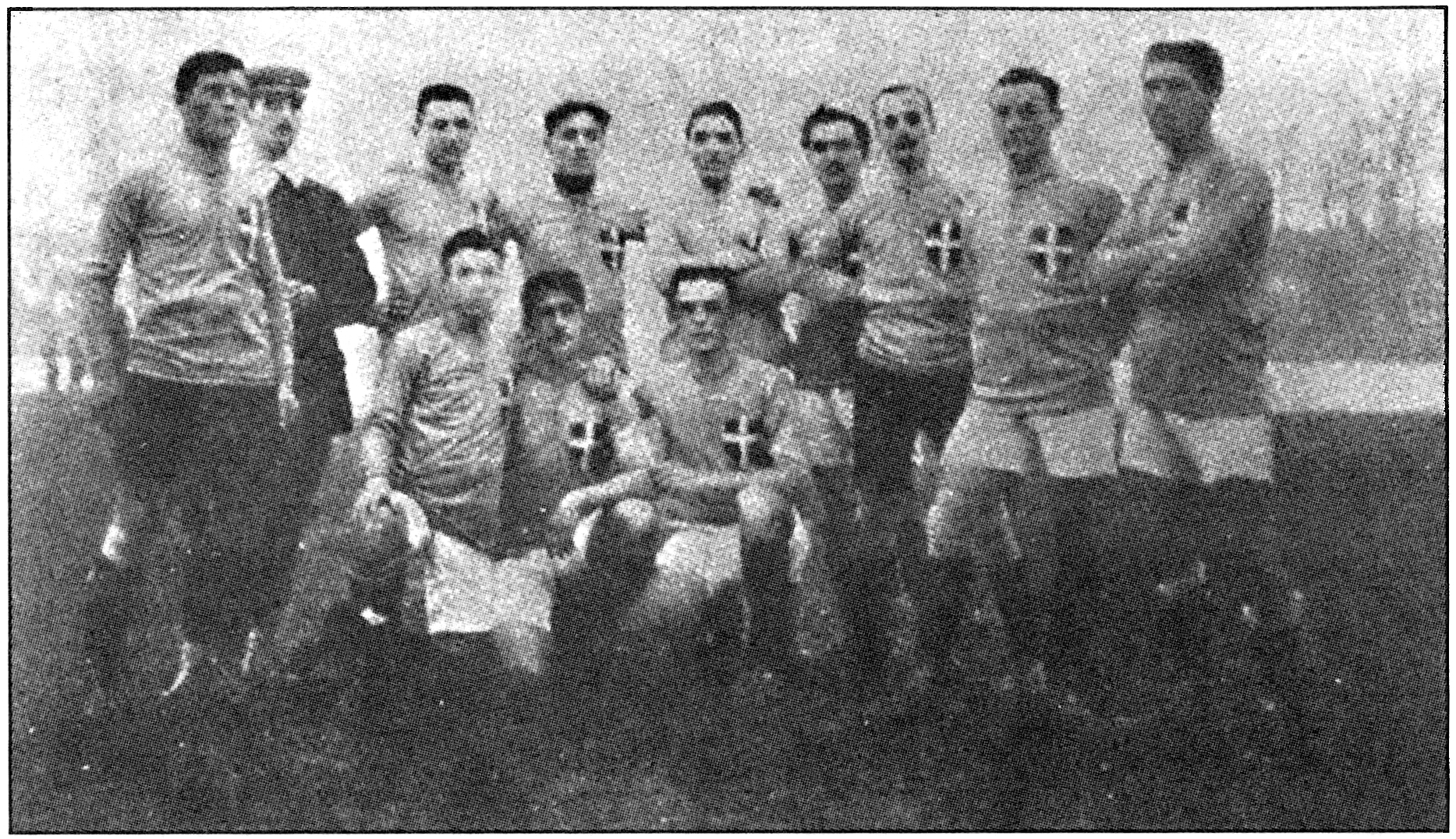
6 gennaio 1911: la nazionale italiana indossa per la prima volta la maglia azzurra; si noti la presenza della grande croce sabauda sulla zona sinistra del petto.

Sulla scelta del colore azzurro sono state fatte varie ipotesi; la prima che fosse ripreso dai colori della nazionale francese (anche se questa indossa in realtà il blu e non l'azzurro); la seconda che venisse dal colore dei mari (e del cielo) italiani e la terza che si fosse casualmente scelto un colore alternativo al bianco a causa della forte nevicata avvenuta in mattinata e del clima nebbioso esistente in città in occasione della partita contro gli ungheresi (il bianco avrebbe infatti confuso i giocatori italiani con l'ambiente circostante).
In realtà, le fonti storiche spiegano come l'azzurro sia stato scelto in onore di Casa Savoia, dinastia regnante all'epoca in Italia, in quanto rappresentava il colore del loro casato fin dal 1360: il blu Savoia, un azzurro molto intenso. Questo, a sua volta, era stato desunto dalla tinta del manto di Maria Vergine, tradizionalmente di colore azzurro, a cui la casata era devota: a riprova delle loro origini monarchiche, sul lato sinistro delle neonate maglie azzurre venne cucita la croce sabauda, ovvero una croce bianca in campo rosso.
Il nuovo colore impiegò qualche anno ad affermarsi anche nelle altre compagini sportive nazionali; infatti nei Giochi della V Olimpiade (1912) il colore più usato fu ancora il bianco, impiego che persisterà anche negli anni successivi nonostante il CONI (nato nel 1914) avesse fin dall'inizio raccomandato l'adozione della nuova maglia. Solo a partire dai Giochi della X Olimpiade (1932) tutti gli atleti adotteranno l'azzurro. Nel frattempo, dal 1927, sulla maglia azzurra comparve anche il fascio littorio, simbolo del regime fascista che dal 1922 governava l'Italia, e che andò ad affiancarsi allo stemma sabaudo.
Nel secondo dopoguerra, dopo la nascita della Repubblica Italiana, a dispetto delle sue origini monarchiche, il colore azzurro fu mantenuto nelle divise sportive nazionali, ma venne eliminata la croce sabauda al cui posto, nel 1947, arrivò uno scudetto tricolore, che da allora accompagna le maglie azzurre.

## Eccezioni

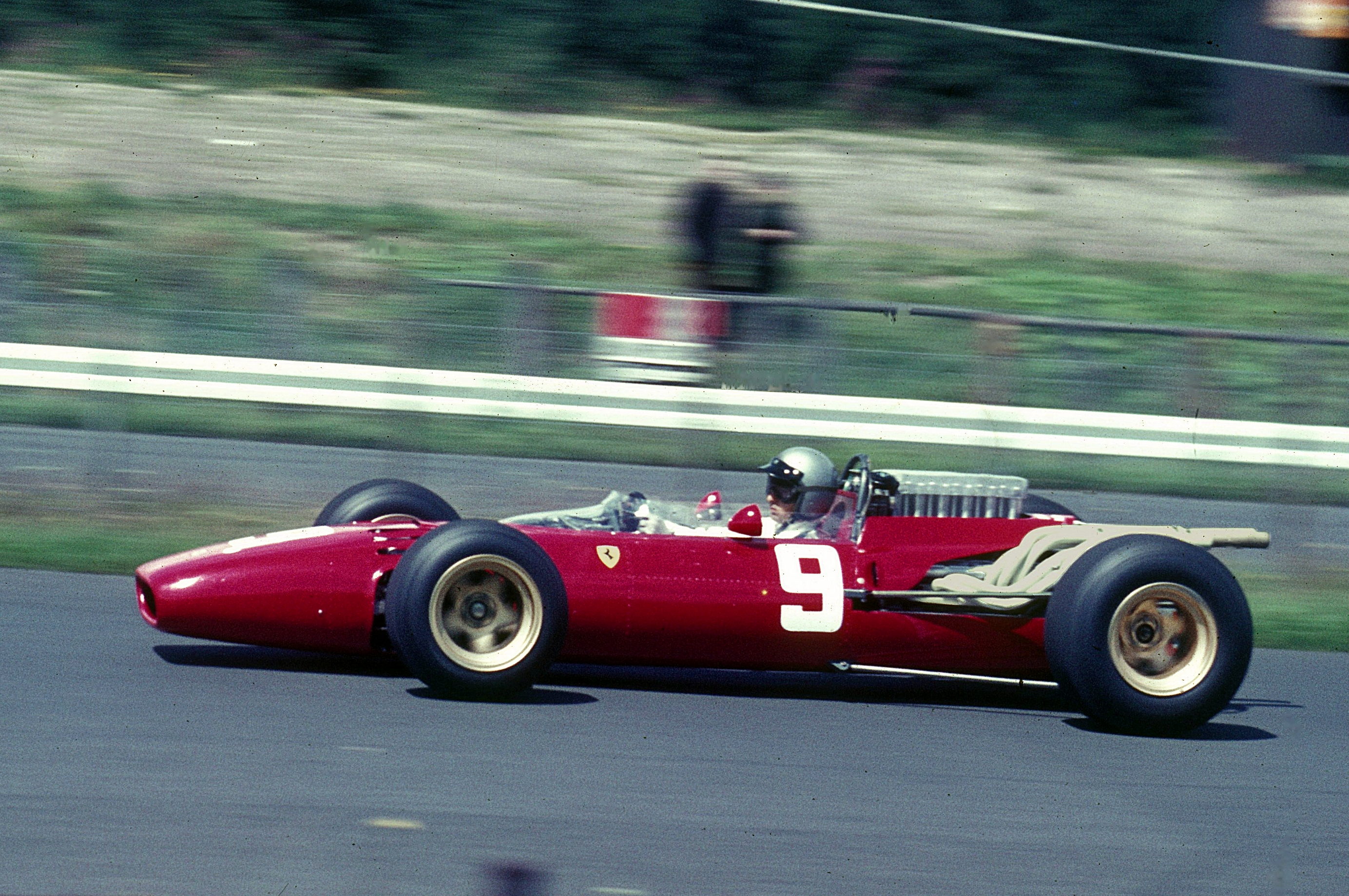
Lorenzo Bandini su Ferrari 312 F1 nel 1966. La monoposto sfoggia la classica livrea rosso corsa assegnata all'Italia dalla FIA.

La nazionale di calcio ha avuto anche una brevissima parentesi con una maglia completamente nera, voluta negli anni 1930 da Benito Mussolini: questa casacca, che debuttò nell'amichevole con la Francia del 17 febbraio 1935, venne poi utilizzata al torneo calcistico degli XI Giochi olimpici di Berlino dell'anno seguente nonché nella seconda gara dei Mondiali del 1938, in questo caso ancora contro i francesi padroni di casa di quell'edizione.
Nonostante l'azzurro sia ormai il colore predominante nello sport italiano, si riscontrano ai giorni nostri alcune eccezioni degne di nota:
- nell'automobilismo, il colore tradizionale identificativo delle case italiane non è mai stato l'azzurro, bensì il cosiddetto rosso corsa;[16]
- nel mondo del ciclismo, a partire da fine anni 1990 sempre più spesso le nazionali su strada e su pista hanno adottato una divisa bianca;[10]
- le rappresentative italiane negli sport invernali utilizzano talvolta uniformi bianche o rosse.

### Altre pubblicazioni
- Alessandro Martinelli, L'azzurro italiano, in Vexilla Italica, n. 62, Torino, Centro Italiano Studi Vessillologici, febbraio 2006.